# Partido Democrático Nacional Unido
El Partido Democrático Nacional Unido fue un partido político en Antigua y Barbuda. Participó en las elecciones generales de 1989, ganando 31% del voto pero solo un escaño. En 1992 fue uno de los tres partidos de oposición en unirse al Partido Progresista Unido.